# George Somerset (3e baron Raglan)
George FitzRoy Henry Somerset, 3e baron Raglan (18 septembre 1857 - 24 octobre 1921), est un militaire britannique et un homme politique conservateur. Il est Sous-secrétaire d'État à la guerre de 1900 à 1902 et lieutenant-gouverneur de l'île de Man de 1902 à 1919.

## Jeunesse et éducation
Membre de la famille Somerset dirigée par le duc de Beaufort, il est le fils de Richard Somerset (2e baron Raglan), de sa première épouse Lady Georgina Lygon, troisième fille de Henry Lygon (4e comte Beauchamp). Il est un filleul de Georges V de Hanovre, et est devenu un page d'honneur de la reine Victoria en 1868, et le reste jusqu'en 1874. Il fait ses études au Collège d'Eton et au Collège militaire royal de Sandhurst. 

## Carrière militaire et politique
En 1870, il rejoint les Grenadier Guards. Il combat dans la Seconde guerre anglo-afghane, atteignant le grade de capitaine . Il est Sous-secrétaire d'État à la guerre dans le gouvernement unioniste dirigé par Lord Salisbury de 1900 à 1902 . 
En septembre 1902, Lord Raglan est nommé lieutenant-gouverneur de l'île de Man. Il arrive sur l'île le 18 octobre et prête serment à Castletown le 21 octobre. 
Décrit comme "autocratique" et "impopulaire", il s'oppose aux campagnes des syndicats mannois pour une imposition directe pour financer une pension de vieillesse et en 1918 ordonne la suppression des subventions à la farine qui augmentent le prix du pain de 15% au-dessus de celui de Angleterre. Ces actions ont eu un effet direct sur le déclenchement de la grève générale de juillet 1918 sur l'île, qui a entraîné l'adoption d'une loi sur la fiscalité directe, la réduction du prix du pain et l'introduction de pensions . 
Lord Raglan démissionne de son poste de gouverneur le 17 décembre 1918, invoquant une mauvaise santé . 

## Famille
Lord Raglan épouse Ethel Jemima Ponsonby, fille de Walter Ponsonby (7e comte de Bessborough), le 28 février 1883. Lady Raglan est présidente de la branche de Monmouthshire de l'Association des familles des soldats et des marins. Elle est décédée en 1940. Ils ont six enfants . Il meurt le 24 octobre 1921, à l'âge de 64 ans, et son fils, FitzRoy Somerset (4e baron Raglan) lui succède comme baron. 